# 데니스 패트릭

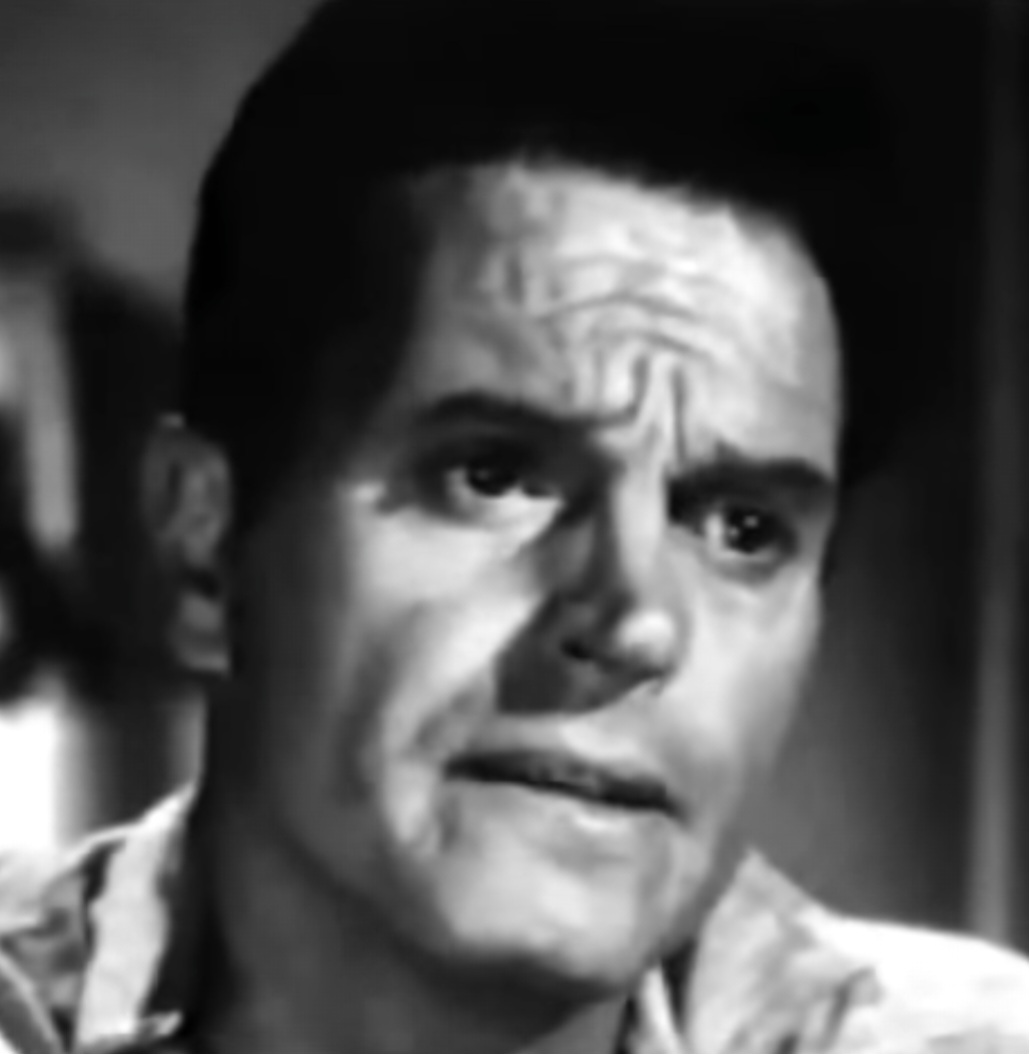

데니스 패트릭(Dennis Patrick, 1918년 3월 14일 ~ 2002년 10월 13일)은 미국의 배우이다.
필라델피아에서 태어났으며 할리우드에서 사망하였다.

## 출연 작품
- 에어 (1994년)
- 파라다이스 (1988년)
- 전쟁과 추억 (1988년)
- 달리는 사이먼 (1981년)
- 더 폴 가이 (1981년)
- 선택 (1981, Choices)
- 달라스 (1978년)
- 아들과 딸들 (1977년)
- 형사 Q (1976년)
- 6백만 달러의 사나이 - TV 시리즈 (1974년)
- 명탐정 바나비 존즈 (1973년)
- 샌프란시스코 수사반 (1972년)
- 119 구조대 (1972년)
- 형사 맥밀란 (1971년)
- 죠 (1970년)
- 하우스 오브 다크 (1970년)
- 위험한 연인 (1969년)
- 올 인 더 패밀리 (1968년) - 고디 로이드 역
- 페리 메이슨 (1957년)